# Bitwa na przełęczy Killiecrankie
Bitwa na przełęczy Killiecrankie – starcie zbrojne, które miało miejsce 27 lipca 1689 r. w trakcie powstania Jakobitów w Szkocji.
Po wstąpieniu Wilhelma III na tron Anglii, zwolennicy obalonego Jakuba II Stuarta pod wodzą Johna Grahama wicehrabiego Dundee, podjęli próby obrony interesów Jakuba w górskich rejonach Szkocji. Grahama poparły liczne klany szkockie, które 9 czerwca stoczyły pierwszą potyczkę z siłami rządowymi. 
Dnia 26 lipca 1689 r. armia Jakobitów w sile 2 500 ludzi zajęła strategicznie położony zamek Blair Castle na północ od Edynburga. Następnego dnia na przełęczy Killiercrankie wojska wicehrabiego Dundee stoczyły bitwę z siłami rządowymi (3 500 piechoty i jazdy) dowodzonymi przez generała majora Hugh Mackaya. Zwolennicy Wilhelma stracili 2 000 zabitych i jeńców. Jakobici utracili 800 ludzi, wśród nich wicehrabiego Dundee, który zginął od kuli z muszkietu. 